# 奥托·奥斯特
奥托·奥斯特（瑞典語：Otto Aust，1892年7月25日—1943年10月12日），瑞典前男子帆船运动员。他曾代表瑞典参加1912年夏季奥林匹克运动会帆船比赛，获得6米级铜牌。